# Список умерших в 2024 году
В данной статье представлен список людей, соответствующих критериям значимости, которые умерли в 2024 году.
Причина смерти персоны указывается в исключительных случаях (ДТП, авиакатастрофа, самоубийство, убийство, несчастный случай), в остальных случаях — не указывается.
Перенос в помесячные списки производится 7 числа каждого последующего месяца.
См. также: категорию «Умершие в 2024 году».